# قادرخانی
قادرخانی، روستایی در دهستان کرگان بخش بندزرک شهرستان میناب در استان هرمزگان ایران است.

## جمعیت
بر پایه سرشماری عمومی نفوس و مسکن در سال ۱۳۹۵، جمعیت این روستا برابر با ۶۵۰ نفر (۱۷۶ خانوار) بوده‌است.